# Maria Ana de Baviera (1574–1616)
Maria Ana de Baviera (em alemão:  Maria Anna von Bayern; Munique, 8 de dezembro de 1574 – Graz, 8 de março de 1616), foi uma princesa alemã membro da Casa de Wittelsbach por nascimento, e arquiduquesa da Áustria por casamento.
Ela era a quarta criança e segunda filha, nascida do casamento do duque Guilherme V da Baviera com Renata de Lorena.

## Biografia
Em 23 de abril de 1600, Maria Ana casou com o seu primo co-irmão Fernando, Arquiduque da Áustria Interior na Catedral de Graz. Este casamento reafirmava a aliança entre os Habsburgos e os Wittelsbach. Sem interferir na política, Maria Ana sempre viveu na sombra de seu marido.
Maria Ana morreu em Graz com 41, três anos antes da coroação de seu marido como Rei da Boêmia e Rei da Hungria e da sua elevação a Sacro Imperador Romano-Germâncio. Ela encontra-se sepultada no Mausoléu junto à Catedral.

## Casamento e descendência
Do seu casamento com Fernando nasceram 7 filhos, dos quais apenas 4 atingiram a idade adulta:
- Cristina (Christine) (1601);
- Carlos (Karl) (1603);
- João Carlos (Johann Karl) (1605–1619).
- Fernando III (Ferdinand III) (1608–1657), imperador, rei da Boêmia, rei da Hungria;
- Maria Ana (Maria Anna) (1610–665), casou com o seu tio Maximiliano I, Eleitor da Baviera;
- Cecília Renata (Cecilia Renata) (1611–1644), casou com seu primo Ladislau IV, rei da Polónia;
- Leopoldo Guilherme (Leopold Wilhelm) (1614–1662), Bispo de Passau, de Estrasburgo, de Olmütz e de Breslau, Governador dos Países Baixos Espanhóis (1647–56), Grão Mestre da Ordem Teutónica (1641–62).

## Ascendência
| Maria Ana da Baviera | Pai: Guilherme V da Baviera | Avô Paternor: Alberto V da Baviera | Bisavô Paterno: Guilherme IV da Baviera                      |
| Maria Ana da Baviera | Pai: Guilherme V da Baviera | Avô Paternor: Alberto V da Baviera | Bisavó Paterna: Jakobaea de Baden                            |
| Maria Ana da Baviera | Pai: Guilherme V da Baviera | Avó Paterna: Ana de Áustria        | Bisavô Paterno: Fernando I, Sacro Imperador Romano-Germânico |
| Maria Ana da Baviera | Pai: Guilherme V da Baviera | Avó Paterna: Ana de Áustria        | Bisavó Paterna: Ana da Boêmia e Hungria                      |
| Maria Ana da Baviera | Mãe: Renata de Lorena       | Avô Materno: Francisco I da Lorena | Bisavô Materno: António da Lorena                            |
| Maria Ana da Baviera | Mãe: Renata de Lorena       | Avô Materno: Francisco I da Lorena | Bisavó Materna: Renata de Bourbon-Montpensier                |
| Maria Ana da Baviera | Mãe: Renata de Lorena       | Avó Materna: Cristina da Dinamarca | Bisavô Materno: Cristiano II da Dinamarca                    |
| Maria Ana da Baviera | Mãe: Renata de Lorena       | Avó Materna: Cristina da Dinamarca | Bisavó Materna: Isabel de Áustria                            |